# Inge Ryman
Greta Ingeborg (Inge) Ryman, född 24 december 1915 i Stockholm, död 9 juni 2004 i Bromma, var en svensk kurator, målare, tecknare och grafiker.
Hon var dotter till författaren Nils Teodor Mikael Steven Ryman och Göta Emelinda Broberg. Ryman studerade konst vid Edward Berggrens målarskola i Stockholm 1942–1947 och utexaminerade 1957 från Socialinstitutet i Stockholm. Som konstnär utförde hon nonfigurativt stilleben- och porträttmåleri samt religiösa bildframställningar i olja, pastell eller träsnitt. Som illustratör medverkade hon med teckningar i Stockholms-Tidningen och Svenska Dagbladet.